# قطعنامه ۸۹۲ شورای امنیت
قطعنامه ۸۹۲ شورای امنیت سازمان ملل متحد که در تاریخ ۲۲ دسامبر ۱۹۹۳ تصویب شد، سندی بین‌المللی دربارهٔ آبخاز، گرجستان است. این قطعنامه طی نشست ۳۳۲۵ام با ۱۵ رای موافق، ۰ مخالف و ۰ ممتنع تصویب شد.